# Helena van Weering-Mulder
Helena (Leentje) van Weering-Mulder (Amsterdam, 24 november 1905 - 17 december 1988) was een verzetsstrijder in Nederland tijdens de Tweede Wereldoorlog. Zij was de spil in een groot onderduiknetwerk in de regio Gooise Meren. Yad Vashem onderscheidde haar met de eretitel Rechtvaardige onder de Volkeren.

## Jonge jaren
Leentje Mulder was een van de negen kinderen van Dirk en Maria Mulder. In 1926 trouwde ze met bankbediende Jaap van Weering (Rotterdam, 1900). Het echtpaar kreeg twee zoons en een dochter. In 1937 gingen zij in Naarden wonen.

## Verzetswerk
Kort na het uitbreken van de oorlog sloot het echtpaar zich aan bij het verzet, waaronder de verzetsactiviteiten van Dr. Martens, geneesheer-directeur van de Majella Stichting in Bussum. Op de afdeling Besmettelijke Ziekten van het Majella Ziekenhuis verbleven veel Joodse "patiënten". Helena van Weering bracht hen na enige tijd, of als er een razzia dreigde, onder op andere onderduikadressen. Daarna leverde zij daar bonkaarten af, geld voor de huur en vervalste persoonsbewijzen. In februari 1945 namen de Van Weerings de Joodse baby Harry op in het gezin en liet hem in de Burgerlijke Stand bijschrijven als hun zoon.
In 2022 kwam Annet Betsalel van de Joodse gemeente Bussum in het bezit van een mapje documenten van Helena van Weering, waaronder lijsten van 74 volwassenen en 27 kinderen die door haar de oorlog hadden weten te overleven.

## Na-oorlogse activiteiten
Na de oorlog zetten Helena en Jaap van Weering zich in om financiële en andere steun te verkrijgen voor mensen die terugkeerden uit de onderduik of concentratiekampen. Ook namen zij het zoontje van een familielid op in hun gezin, omdat de ouders (NSB'ers) gedetineerd waren.
Van Weering overleed in 1988 op 83-jarige leeftijd.

## Waardering
In 1946 liet een voormalig onderduiker een boom voor Helena van Weering planten in het Joop Westerweelpark in Palestina. In 1981 kreeg zij het Verzetsherdenkingskruis. Op 27 mei 2017 eerde Yad Vashem haar postuum met de eretitel Rechtvaardige onder de Volkeren.